# طلسم (فیلم ۲۰۲۰)
طلسم (به انگلیسی: Spell) یک فیلم فراطبیعی ترسناک و دلهره‌آور آمریکایی محصول سال ۲۰۲۰ به کارگردانی مارک تاندرای با بازی عمری هاردویک و لرتا دیواین است. این فیلم در ایالات متحده از طریق توزیع دیجیتال در ۳۰ اکتبر ۲۰۲۰ منتشر شد.

## داستان
هنگام پرواز برای مراسم خاکسپاری پدرش در روستای آپالاشیا کنتاکی، یک طوفان شدید باعث می‌شود مارکیز کنترل هواپیمای حامل خود و خانواده‌اش را از دست بدهد. او به زودی مجروح، تنها و گرفتار در اتاق زیر شیروانی خانم الویز از خواب بیدار می‌شود. الویس ادعا می‌کند که می‌تواند او را با چهره‌ای هودویی که از خون و پوست او ساخته‌است، به او برگرداند. مارکیز که قادر به درخواست کمک نیست، ناامیدانه تلاش می‌کند تا از جادوی سیاه خود رهایی یابد و خانواده خود را از یک مراسم شوم قبل از طلوع ماه‌گرفتگی نجات دهد.

## تولید
این فیلم در آفریقای جنوبی در حومه کیپ‌تاون و استلنبوش فیلمبرداری شده‌است.

## انتشار
این فیلم در ۳۰ اکتبر ۲۰۲۰ بر روی پلتفرم‌های دیجیتال منتشر شد. در ابتدا قرار بود این فیلم در تاریخ ۲۸ اوت ۲۰۲۰ اکران شود، قبل از اینکه به دلیل همه‌گیری کووید ۱۹ از برنامه خارج شود. بعداً برنامه‌ریزی شد تا در ۳۰ اکتبر ۲۰۲۰ در رسانه‌های خانگی منتشر شود.

## بازخوردها
- در وب‌سایت جمع‌آوری نقد راتن تومیتوز، این فیلم بر اساس ۵۰ نقد منتقد، ۴۸ درصد با میانگین امتیاز ۵ از ۱۰ مورد تایید قرار گرفته است. اجماع منتقدان سایت می‌گوید: «علی‌رغم شروعی امیدوارکننده، این تریلر تکراری و قابل پیش‌بینی فاقد هویت کافی برای طلسم است.»[۹] د
- در متاکریتیک بر اساس شش نقد منتقدان، امتیاز ۳۸ از ۱۰۰ را گزارش می‌کند که نشان می‌دهد: «بررسی‌ها عموماً نامطلوب بوده‌است».[۱۰]
- پیتر دبروژ از ورایتی نقد مثبتی به این فیلم داد و نوشت: "این یک تریلر شیک و معقول با عناصر غیبی است که باید الزامات ژانر بینندگان را برآورده کند، اگرچه تعداد کمی از آنها خواستار تماشای دوم (یا دنباله) خواهند بود."
- فرانک شِک از هالیوود ریپورتر به فیلم نقد منفی داد و نوشت: «متاسفانه تلاش‌های سبک فیلمساز برای جبران جنبه‌های قابل پیش‌بینی و کلیشه‌ای فیلمنامه کافی نیست...»[۱۱]